# ماك كاروث
ماك كاروث (بالإنجليزية: Mac Carruth)‏ هو لاعب هوكي جليد أمريكي، ولد في 25 مارس 1992 في سولت ليك في الولايات المتحدة.

## وصلات خارجية
- ماك كاروث على موقع دوري الهوكي الوطني (الإنجليزية)
- ماك كاروث على موقع EliteProspects.com (الإنجليزية)
- ماك كاروث على موقع HockeyDB.com (الإنجليزية)